# Lambarih Jurong Raya
Lambarih Jurong Raya is een bestuurslaag in het regentschap Aceh Besar van de provincie Atjeh, Indonesië. Lambarih Jurong Raya telt 295 inwoners (volkstelling 2010).